# Mangifera acutigemma
Mangifera acutigemma es una especie de mango perteneciente a la familia de las anacardiáceas.

## Distribución
Es endémica de la India en Sikkim.

## Taxonomía
Mangifera acutigemma fue descrita por André Joseph Guillaume Henri Kostermans y publicado en The Mangoes: Their Botany, Nomenclature, Horticulture and Utilization 173. 1993.